# 앨리스 숍

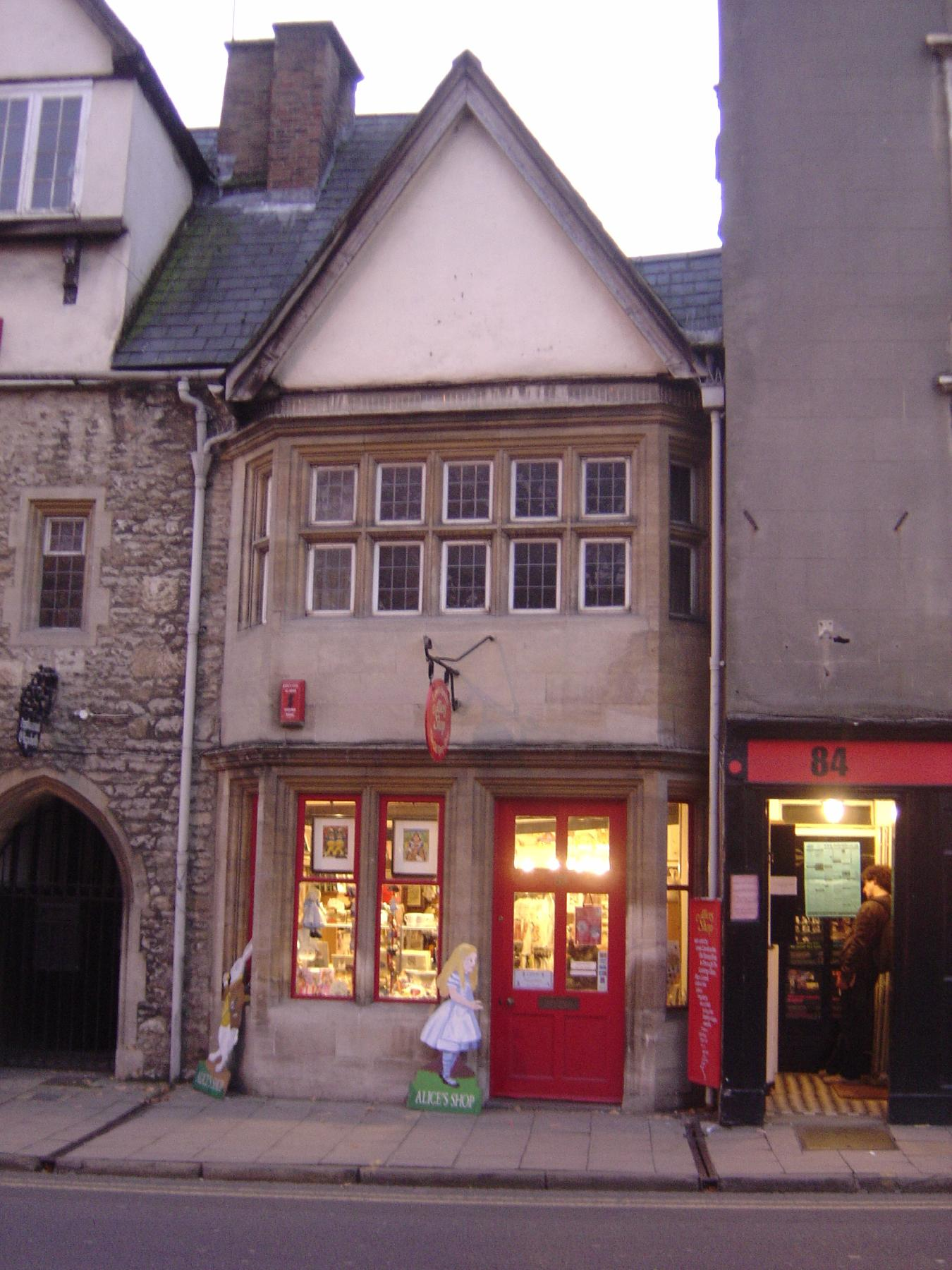

앨리스 숍(Alice's Shop)은 영국 옥스포드의 83 St Aldate's에 있는 상점이다. 82 St Aldate가 바로 옆에 있는 이 건물은 17세기에 리모델링된 석조 15세기 주택의 일부이다. 이제는 앨리스 (이상한 나라의 앨리스)를 기반으로 한 선물, 기념품, 기념품을 판매하는 선물 가게가 되었다.
83 St Aldate's는 오랫동안 상점이었다. 빅토리아 시대에는 가게 맞은편 옥스포드 크라이스트처치 학장이었던 헨리 리델(Henry Liddell)의 딸 앨리스 리델이 고객이었다. 가게에서 과자를 사던 앨리스는 루이스 캐롤의 1865년 소설 이상한 나라의 앨리스와 1871년 속편 거울 나라의 앨리스의 영감이 되었다.
82개와 83개의 St Aldate's는 15세기에 지어졌다. 17세기 초에 리모델링되었다. 83 St Aldate's의 1층은 박공 전면 구조와 17세기 유럽풍 돌출형 창문을 갖추고 있다. 북쪽 83에는 17세기 창문이 막혀 있다. 82번과 83번 St Aldate's는 함께 Grade II* 등록 건물이다.